# Żeleźniki (województwo mazowieckie)
Żeleźniki – wieś w Polsce położona w województwie mazowieckim, w powiecie węgrowskim, w gminie Miedzna. Ma status sołectwa. Leży nad rzeką Miedzanką.
| SIMC    | Nazwa   | Rodzaj    |
| ------- | ------- | --------- |
| 0681460 | Karpiny | część wsi |

W latach 1975–1998 miejscowość należała administracyjnie do województwa siedleckiego.
Wierni kościoła rzymskokatolickiego należą do parafii Zwiastowania Najświętszej Maryi Panny w Miedznie.

## Historia
Miejscowość istnieje od XV wieku. Pierwsza wzmianka pochodzi z 1452 roku, kiedy Maciej Żeleźnicki wniósł skargę na Andrzeja Kosowskiego. Pierwsi znani Żeleźniccy nosili przydomek "Gomont". Później we wsi osiedlali się przedstawiciele innych rodów, też nazywani Żeleźnickimi. Wieś miała charakter mieszany - zarówno drobno-szlachecki, jak i chłopski. Do Żeleźnickich należała też wieś Poszewka
Po rozbiorach Polski wieś znalazła się w zaborze rosyjskim. W XIX-wiecznym Słowniku geograficznym Królestwa Polskiego miejscowość wymieniona jest w powiecie węgrowskim parafia Miedzna. Według spisu powszechnego pod koniec XIX wieku we wsi było 19 domów, w których mieszkało 217 mieszkańców. Wieś liczyła w sumie 677 mórg powierzchni.
W 1802 roku w miejscowości urodził się Feliks Żochowski polski językoznawca, encyklopedysta oraz nauczyciel .

## Historia administracyjna
Dawniej współczesna wieś Żeleźniki podzielona była na dwie wsie, przedzielone potokiem Miedzanka, położone w dwóch różnych gminach i powiatach:
- Żeleźniki – na północ od potoku, w gminie Miedzna w powiecie węgrowskim, o kształcie ulicówki, liczące po koniec XIX wieku 217 mieszkańców[12],
- Żeleźniki – na południe od potoku, początkowo w gminie Dębe Nowe, następnie w gminie Chruszczewka w powiecie sokołowskim, o kształcie wsi rozproszonej, liczące po koniec XIX wieku 297 mieszkańców[13].

W 1933 roku wsie utworzyły odrębne gromady w swoich odpowiednich gminach, obie w województwie lubelskim:
- gromadę Żeleźniki  w gminie Miedzna w powiecie węgrowskim – obejmującą wieś Żeleźniki,
- gromadę Żeleźniki  w gminie Chruszczewka w powiecie sokołowskim – obejmującą wieś Żeleźniki.

1 kwietnia 1938 zarówno powiat węgrowski jak i sokołowski włączono do województwa warszawskiego. 
Odrębność wsi przetrwała do końca sierpnia 1952. 1 września 1952 gromadę Żeleźniki wyłączono z gminy Chruszczewka w powiecie sokołowskim i włączono do gminy Miedzna w powiecie węgrowskim, po czym wsie i gromady połączono, i już jako jedna jednostka weszły wraz z reformą administracyjną w 1954 roku w skład gromady Miedzna (oprócz kolonii Żeleźniki, która w latach 1954-59 należała do gromady Poszewka).
Gromada Miedzna przetrwała do końca 1972 roku, czyli do kolejnej reformy gminnej, po czym z kolejną reformą administracyjną 1 stycznia 1973 Żeleźniki weszły w skład reaktywowanej gminy Miedzna. 
W latach 1975–1998 miejscowość administracyjnie należała do województwa siedleckiego.